# Lycopodium dendroideum
Lycopodium dendroideum  (лат.) — вид плауновидных растений рода Плаун (Lycopodium) семейства Плауновые (Lycopodiaceae). Впервые описан французским ботаником Андре Мишо в 1803 году.
Синоним — Lycopodium obscurum var. dendroideum (Michx.) D.C. Eaton.

## Распространение
Встречается в США (преимущественно в северных штатах), Канаде, Сен-Пьера и Микелона, Японии, на Корейском полуострове, в России (Сибирь) и Бутане.
Растёт в сухих лесах и среди кустарников.

## Ботаническое описание
Стебель разветвлённый. Боковые веточки округлые, диаметром 0,5—0,8 см.
Листья раскидистые, иглообразные, бледно-зелёного цвета.
Верхушка растения заострённая.
Стробилы сидячие, вертикальные, по 1—7 на растении.
Число хромосом — 2n=68.